# Nati nel 949
| Questa pagina contiene informazioni ricavate automaticamente dalle voci biografiche con l'ausilio del template Bio e di un bot. L'aggiornamento è periodico e automatico e ricostruisce completamente la pagina. Se manca una persona in questa lista, sei pregato di non aggiungerla, ma accertati piuttosto che la sua voce biografica contenga il template Bio e che i dati anagrafici siano correttamente compilati. Se il template Bio manca, inseriscilo tu stesso o, in alternativa, metti l'avviso {{tmp\|Bio}} che ne segnala la mancanza. Se i dati riportati sono sbagliati, correggi direttamente la voce biografica; le modifiche saranno visibili in questa lista entro pochi giorni. Per chiarimenti vedi il progetto biografie. La lista contiene solo le 7 persone che sono citate nell'enciclopedia e per le quali è stato implementato correttamente il template Bio. Pagina aggiornata al 13 gen 2025. |

- Gebardo di Costanza, vescovo e santo tedesco († 995)
- Günther di Merseburgo, nobile tedesco († 982)
- Simeone il nuovo teologo, monaco cristiano, mistico e santo bizantino († 1022)
- Abu Ishaq al-Isfarayini, teologo persiano († 1027)
- Fujiwara no Nagatō, poeta giapponese († 1009)
- Uma no Naishi, poeta giapponese († 1011)
- Fujiwara no Takatō, poeta giapponese († 1013)